# San José del Río (Tabasco)
San José del Río es una localidad del municipio de Balancán ubicado en la subregión de los Ríos del estado mexicano de Tabasco.

## Geografía
La localidad se ubica a 8.8 kilómetros (en dirección norte) de la localidad de Balancán de Domínguez, la cabecera y lugar más poblado del municipio. Se sitúa en las coordenadas geográficas 17°43′38″N 91°33′07″O / 17.727222, -91.551944, a una elevación de 10 metros sobre el nivel del mar.

## Demografía
Según el Conteo de Población y Vivienda 2020, efectuado por el Instituto Nacional de Estadística y Geografía, la localidad de San José del Río tiene 28 habitantes, de los cuales 13 son del sexo masculino y 15 del sexo femenino. Su tasa de fecundidad es de 2.87 hijos por mujer y tiene 12 viviendas particulares habitadas.
| Gráfica de evolución demográfica de San José del Río entre 1910 y 2020 |
|                                                                        |
| INEGI.                                                                 |